# ライプツィヒ行政管区
ライプツィヒ行政管区（またはライプツィヒ県、Regierungsbezirk Leipzig）は、ドイツ連邦共和国のザクセン州を構成していた行政管区の一つ。1991年から2008年までの間に存在した。その領域はほぼ旧東ドイツにおけるライプツィヒ県を継承するが、果たす権能は大きく異なっていた。

## 概要
ザクセン州は3つの行政管区で構成されていた。ライプツィヒ行政管区は、州の北西部にあたる地域である。
2008年8月からはライプツィヒ管理区域（de:Direktionsbezirk Leipzig）となり、2012年3月からはザクセン州の他の二つの行政地域（ドレスデン管理区域 de:Direktionsbezirk Dresden、ケムニッツ管理区域 de:Direktionsbezirk Chemnitz）と共にザクセン州総局（de:Landesdirektion Sachsen）に統合された。

## 行政構成
ライプツィヒ行政管区を構成していた郡は以下の通り。
1. デーリッチュ郡（Delitzsch）
2. デベルン郡（Döbeln）
3. ライプツィヒ郡（Leipziger Land）
4. ムルデンタール郡（Muldentalkreis）
5. トルガウ・オシャッツ郡（Torgau-Oschatz）

ライプツィヒ行政管区内の独立市は以下の通り。
1. ライプツィヒ（Leipzig）